# Abrajta
Abrajta – wieś w Syrii, w muhafazie Idlib. W 2004 roku liczyła 528 mieszkańców.